# Graswerth
Graswerth es una pequeña isla, localizada en el río Rin cerca de Coblenza, Alemania, administrativamente incluida en el estado federado de Renania-Palatinado. La isla de dos kilómetros de largo está deshabitada y sólo se puede llegar en bote con remos. Es una reserva natural, en la que existen muchas especies raras de aves. La isla está atravesada por la autopista A48 a través del Puente Bendorfer (Bendorfer Brücke).
Graswerth, junto con la isla Niederwerth, forma la Municipalidad de Niederwerth.